# Кийко, Геннадий Васильевич
Геннадий Васильевич Кийко (1939—2019) — директор завода «Днепроспецсталь», лауреат Государственной премии Украины в области науки и техники.
Родился 6 октября 1939 года в Сталино (Донецк). Окончил Донецкий политехнический институт по специальности инженер-металлург (1961).
Работал на заводе «Днепроспецсталь»: помощник мастера, мастер (1963-1965), начальник смены (1965-1966) прокатного цеха, заместитель начальника производственного отдела завода (1966-1976), с 1976 — начальник прокатного цеха - главный инженер.
В 1990-1991 начальник отдела развития промышленности, транспорта и связи Запорожского облисполкома.
с 1991 — директор, с 1993 — председатель правления, с 1999 — 1-й зам. председателя правления — директор по финансам и экономике АО «Днепроспецсталь».
Кандидат технических наук.
Лауреат Государственной премии Украины в области науки и техники (1996). Заслуженный работник промышленности Украины (4.10.1994). Награждён орденом «Знак Почёта».
Умер 28 февраля 2019 года. Похоронен на Капустяном кладбище.